# برياتنيس الإسبرطي
بوليديستيس (باليونانية: Πρύτανις) هو الملك الرابع لأسبرطة من سلالة يوريبونتي سيخلفه بوليديستيس.

## وصلات خارجية
- مولر، كارل أوتفريد تاريخ وآثار السلالة الدوريون. (باللغة الإنجليزية)